# مايكل رادفورد
مايكل رادفورد (بالإنجليزية: Michael Radford) (و. 1946  م) هو كاتب سيناريو، ومنتج أفلام، ومخرج أفلام بريطاني، ولد في نيودلهي.

## التعليم
تعلم في كلية ورسستر، ومدرسة بيدفورد ‏.

## أعمال بارزة
من أهم أعماله:
- إل بوستينو.

## وصلات خارجية
- مايكل رادفورد على موقع IMDb (الإنجليزية)
- مايكل رادفورد على موقع قاعدة بيانات الأفلام العربية
- مايكل رادفورد على موقع ألو سيني (الفرنسية)
- مايكل رادفورد على موقع أول موفي (الإنجليزية)
- مايكل رادفورد على موقع بوكس أوفيس موجو (الإنجليزية)
- مايكل رادفورد على موقع قاعدة بيانات الأفلام السويدية (السويدية)
- مايكل رادفورد على موقع ديسكوغز (الإنجليزية)
- مايكل رادفورد على موقع قاعدة بيانات الفيلم (الإنجليزية)
- مايكل رادفورد على موقع كينوبويسك (الروسية)